# Lucknow
Lucknow (/ˈlʌknaʊ/ⓘ Lakhnaū en hindi: लखनऊ, en urdu: لکھنؤ‎) es la capital del estado de Uttar Pradesh en la India. Sede administrativa del Distrito de Lucknow. En el año 2001 su población era de 2 207 340 habitantes lo que la convierte en la segunda ciudad en tamaño de todo el estado después de Kanpur. En la ciudad se hablan tanto el hindi como el urdú, aunque este último idioma ha sido desde siempre el más utilizado. 
Ubicado en lo que se conoce históricamente como la región de Awadh (Oudh), Lucknow ha sido siempre una ciudad multicultural. Lucknow es popularmente conocida como la Ciudad de los Nawabs. También es conocida como la antigua "Ciudad de oro y plata", "Ciudad Dorada del Este", Shiraz-i-Hind y la Constantinopla de la India.
El All India Kisan Sabha (AIKS) se formó en la sesión de Lucknow del Congreso Nacional Indio el 11 de abril de 1936 con el líder nacionalista Swami Saraswati Sahajanand elegido como su primer presidente, a fin de movilizar las quejas de los campesinos contra el sistema tributario impuesto por los británicos, y por lo tanto provocando el movimiento de los agricultores en la India.  
Lucknow tiene el primer banco de ADN humano de Asia. Este es el segundo banco del mundo con sistema de identificación de ADN (DIS) y se ha establecido en el parque de biotecnología en el marco del partenariado público privado con IQRA Servicios biotecnología.
Hoy día, Lucknow es una ciudad vibrante que es testigo de un auge económico y se encuentra entre las diez ciudades de más rápido crecimiento de la India.

## Historia

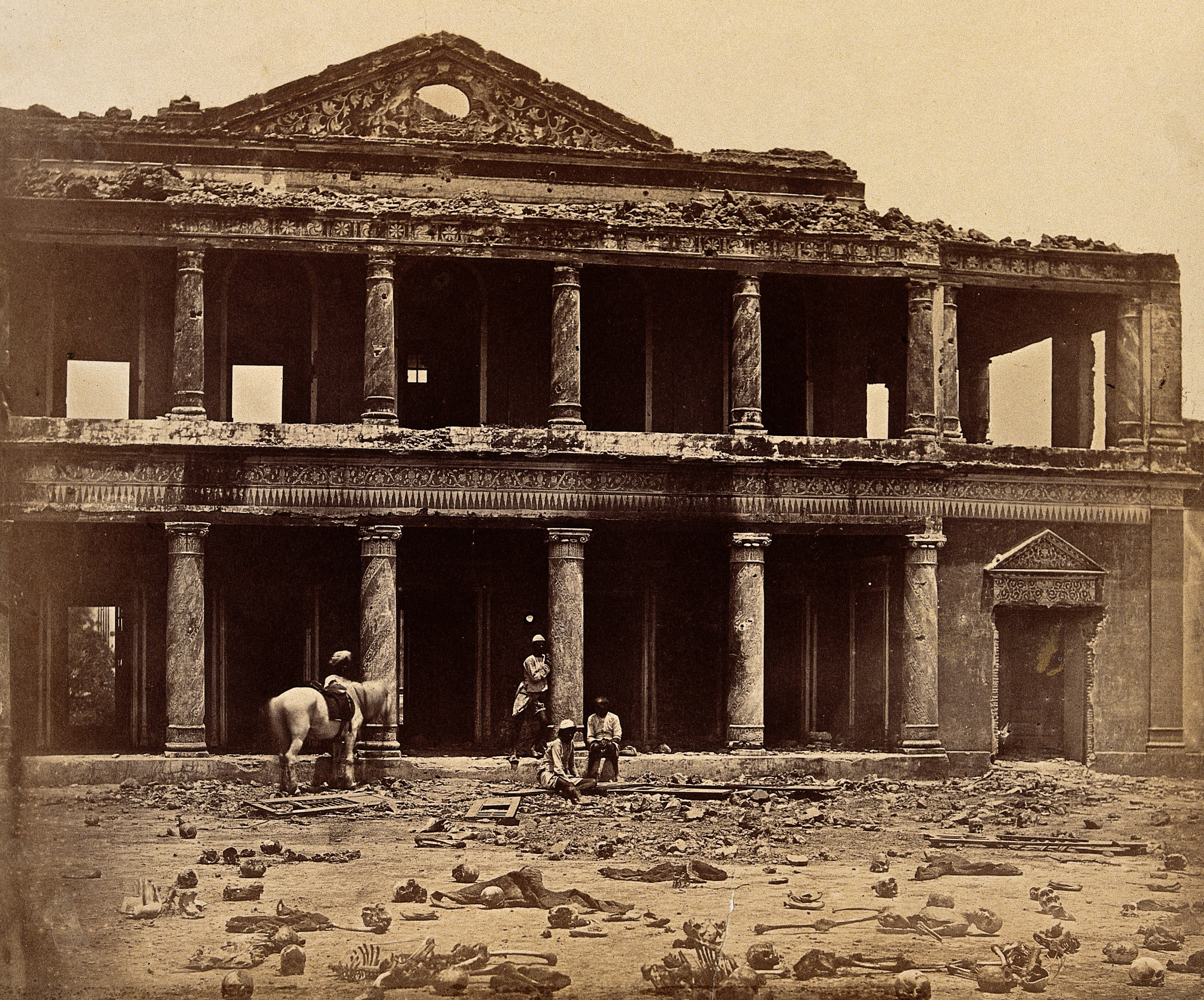
Imagen de Lucknow durante la revuelta de los cipayos. Fotografía de Felice Beato.

Fundada en el siglo XIII, la ciudad no se desarrolló hasta que a partir del siglo XVIII los mogoles designaron un nawab para gobernar la región. Esta dinastía de nawabs duró hasta la anexión del territorio por los británicos en 1856.
Hasta 1857 la ciudad fue escenario de sangrientos enfrentamientos a raíz de la revuelta de los cipayos en su búsqueda por recuperar las tierras colonizadas. Lucknow estuvo asediada en primer lugar por las fuerzas rebeldes, quienes no pudieron resistir a los ataques británicos, y cayeron nuevamente en marzo de 1858 después de una resistencia feroz.

## Lugares de interés

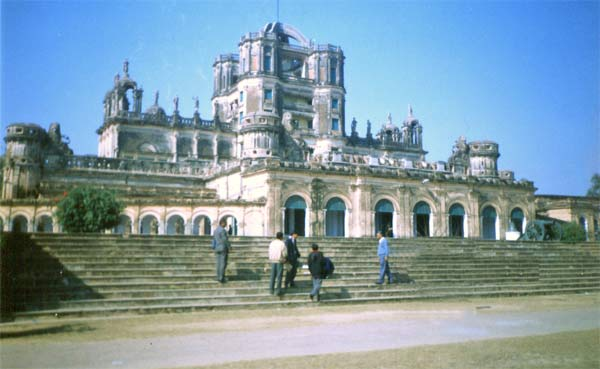
La Martiniere en Lucknow.

- La Imambara Bara: se trata del mausoleo de Asaf Ud Daula, construido en el siglo XVIII. El vestíbulo de este mausoleo, de 50 metros de largo, es uno de los mayores del mundo. El conjunto incluye también una mezquita, datada en el mismo periodo.
- La Imambara Chhota o Hussainabad: construido a mediados del siglo XIX alberga las tumbas de Ali Shah y de otros familiares. Enfrente del mausoleo se encuentra la torre de reloj más alta de la India. Con una altura total de 67 metros, fue construida también en el siglo XIX.
- La escuela Martiniere: el francés Claude Martin, al servicio de la Compañía Británica de las Indias Orientales, se hizo construir este palacio con una estructura más parecida a la de un fuerte.
- La Residencia: en este conjunto de edificios fue donde los británicos y algunos indios fieles al imperio resistieron el asedio de los cipayos en 1857. En el jardín están enterrados los cuerpos de todos los que murieron durante el asedio.

## Galería

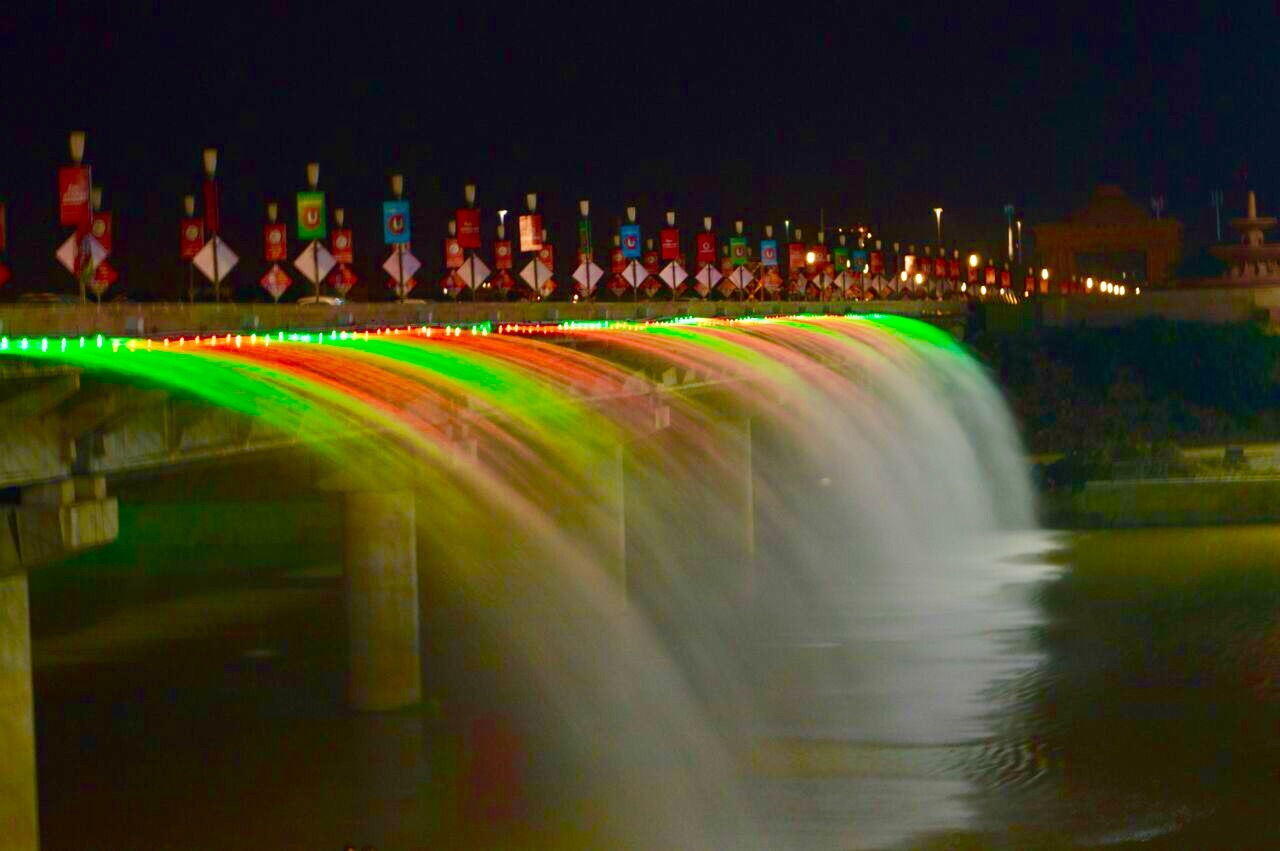
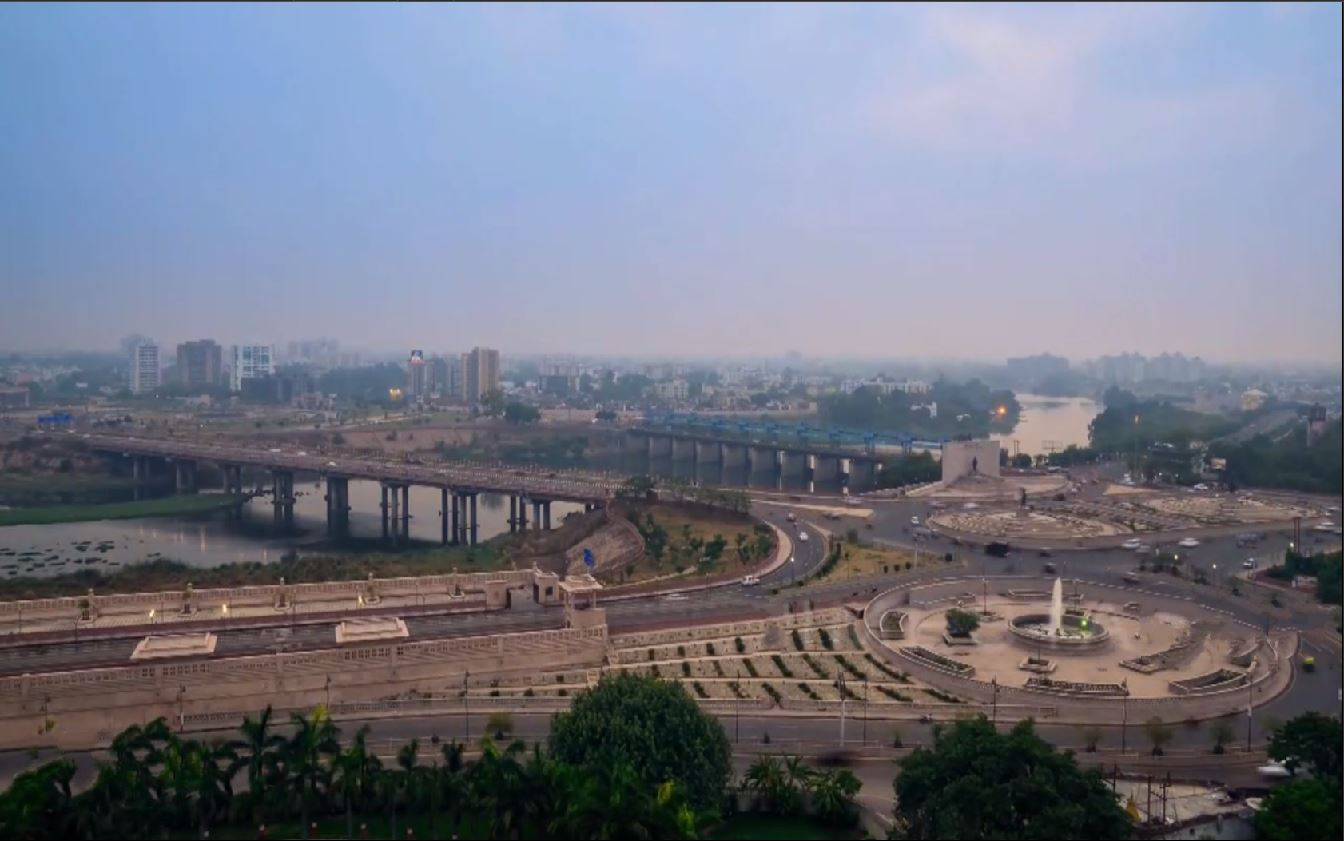
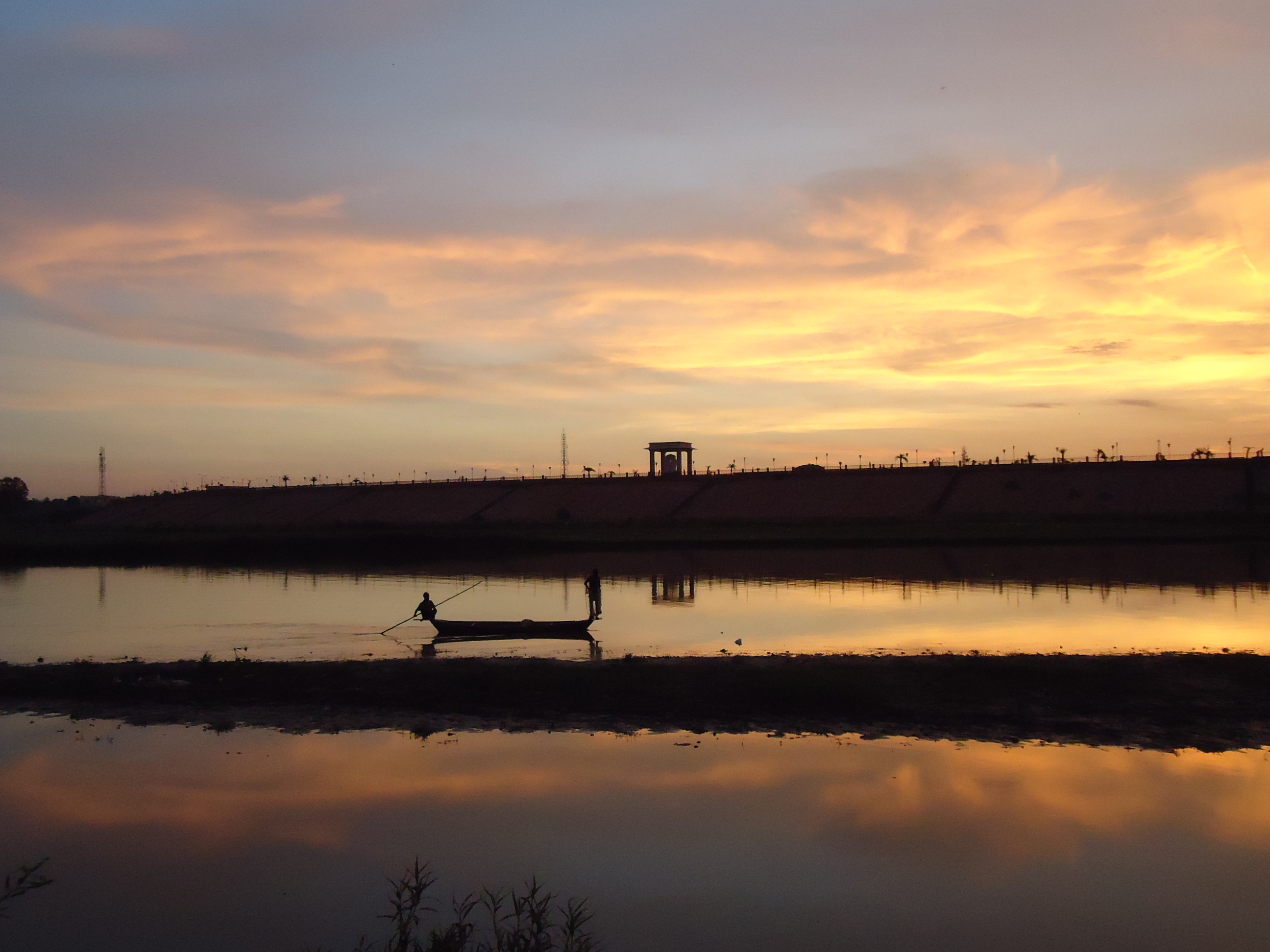
Vista del río Gomti. Lucknow
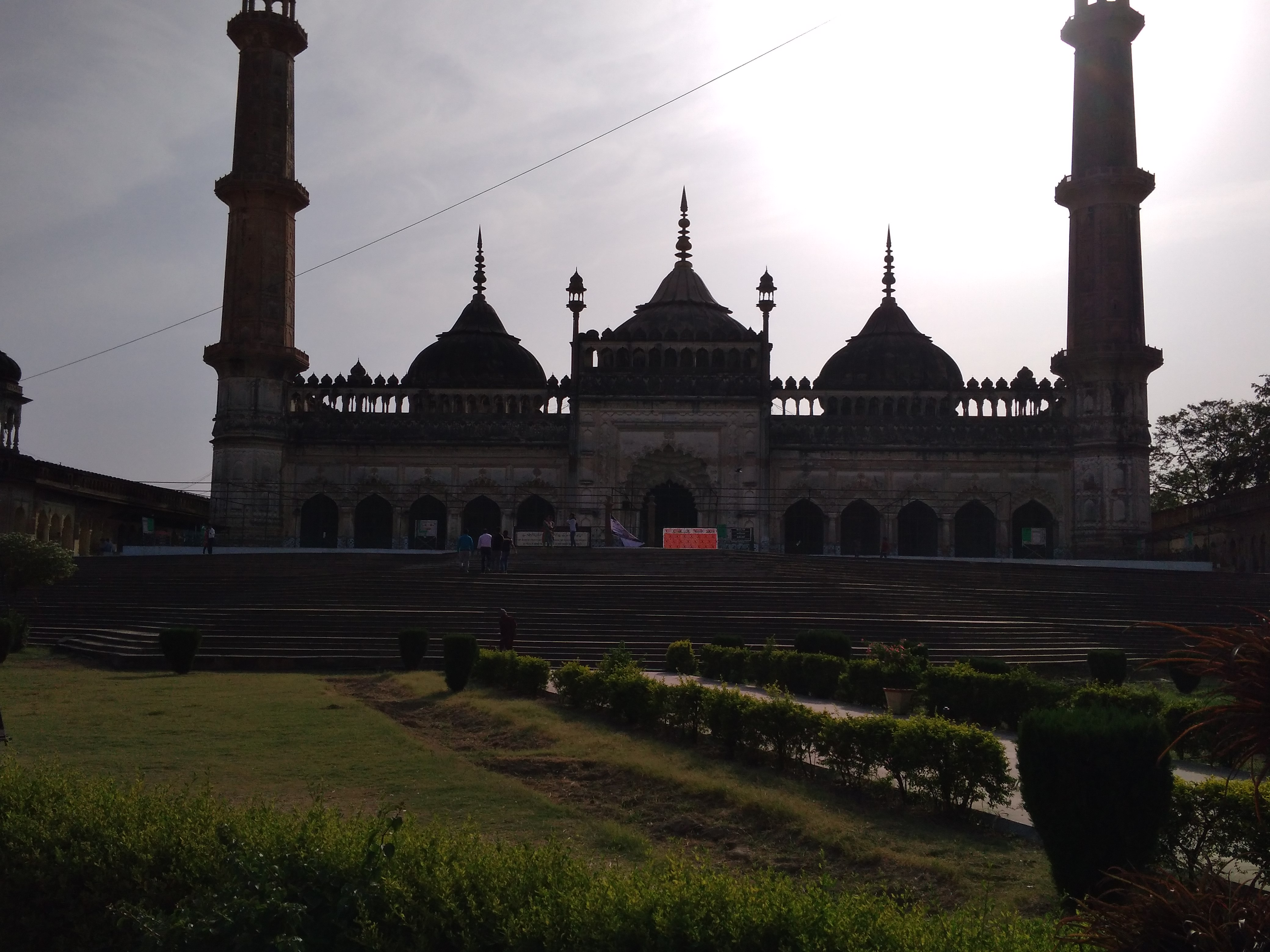
Imambara Bara
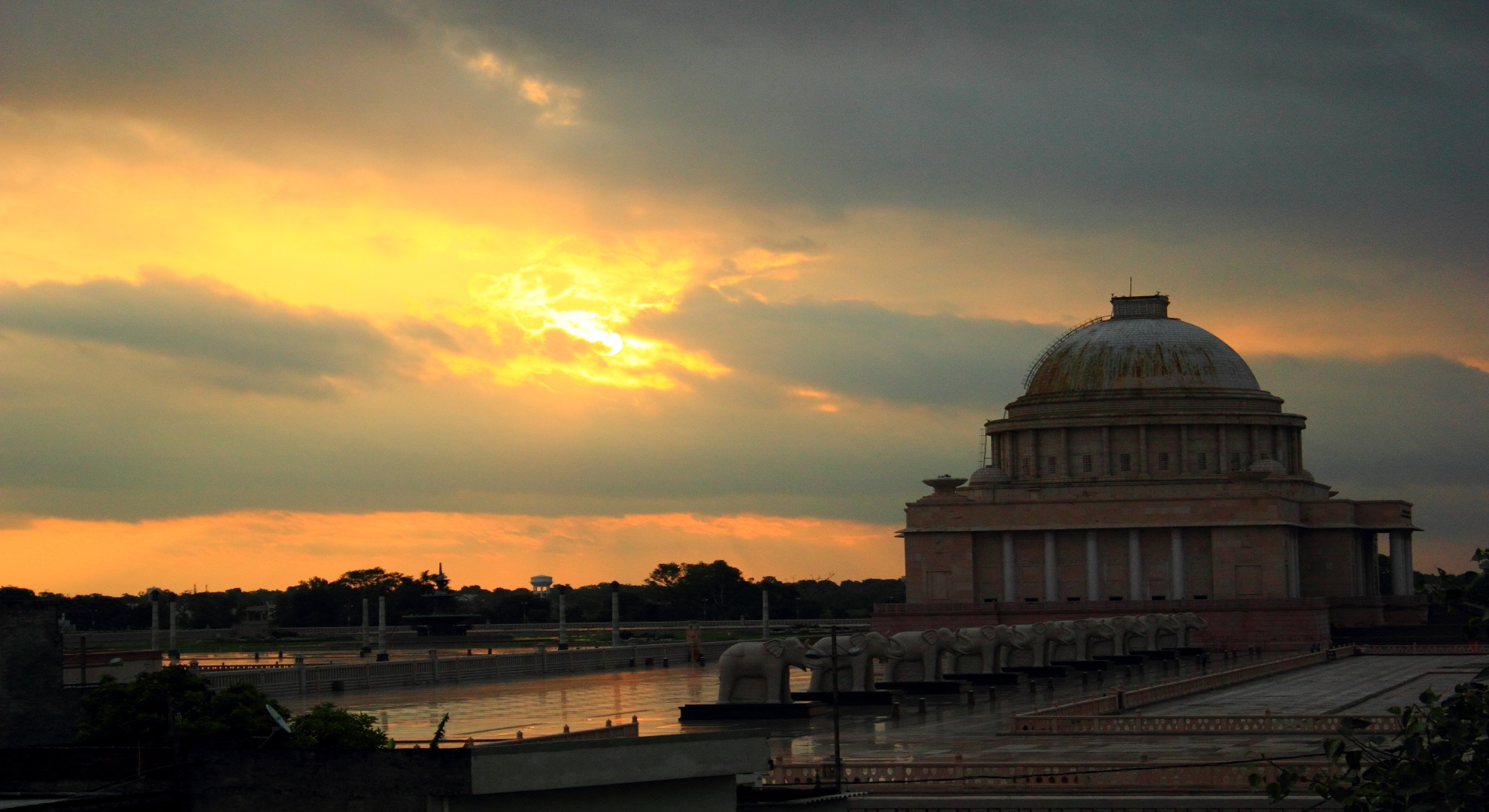
Kanshiram Smarak. Lucknow
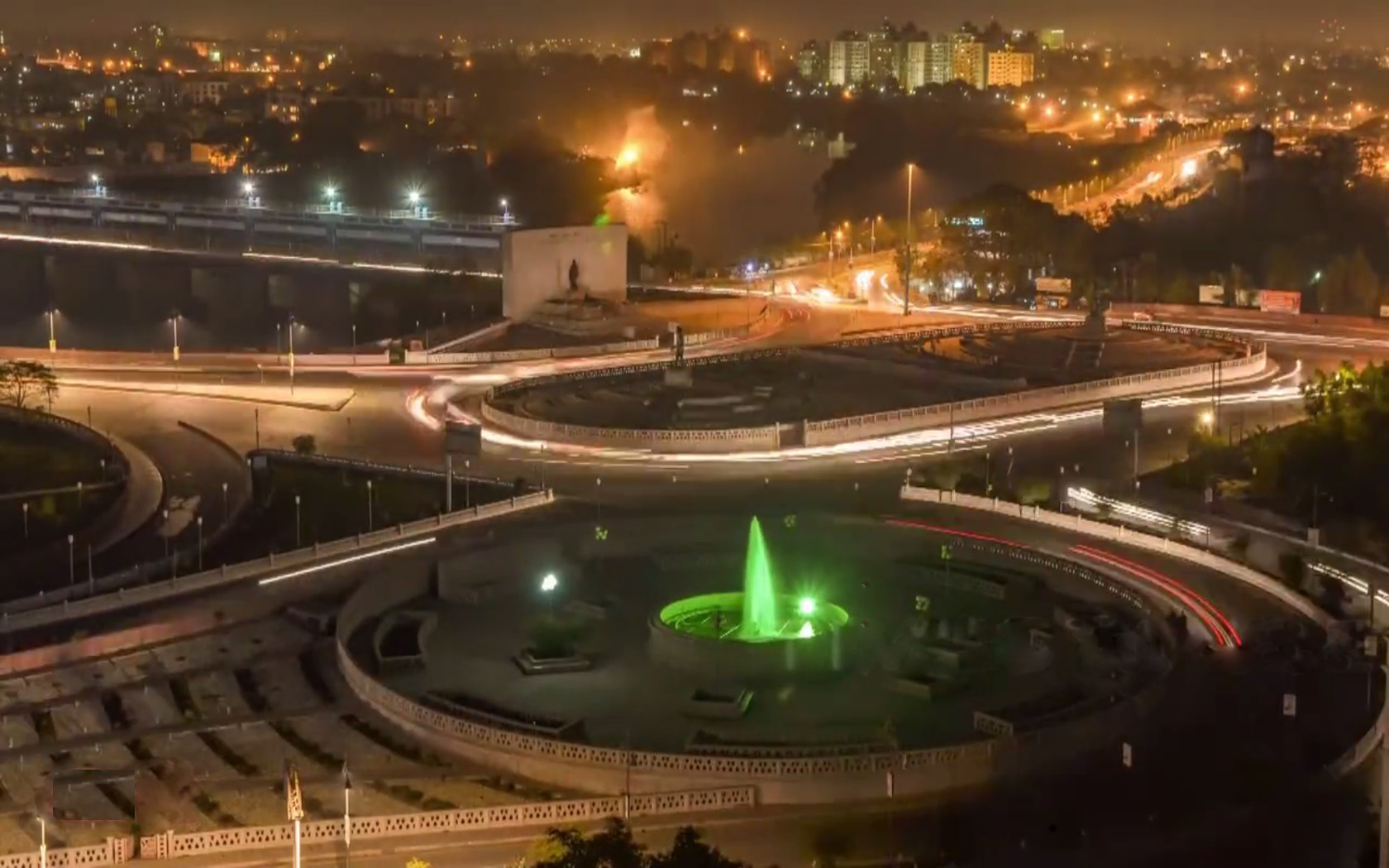
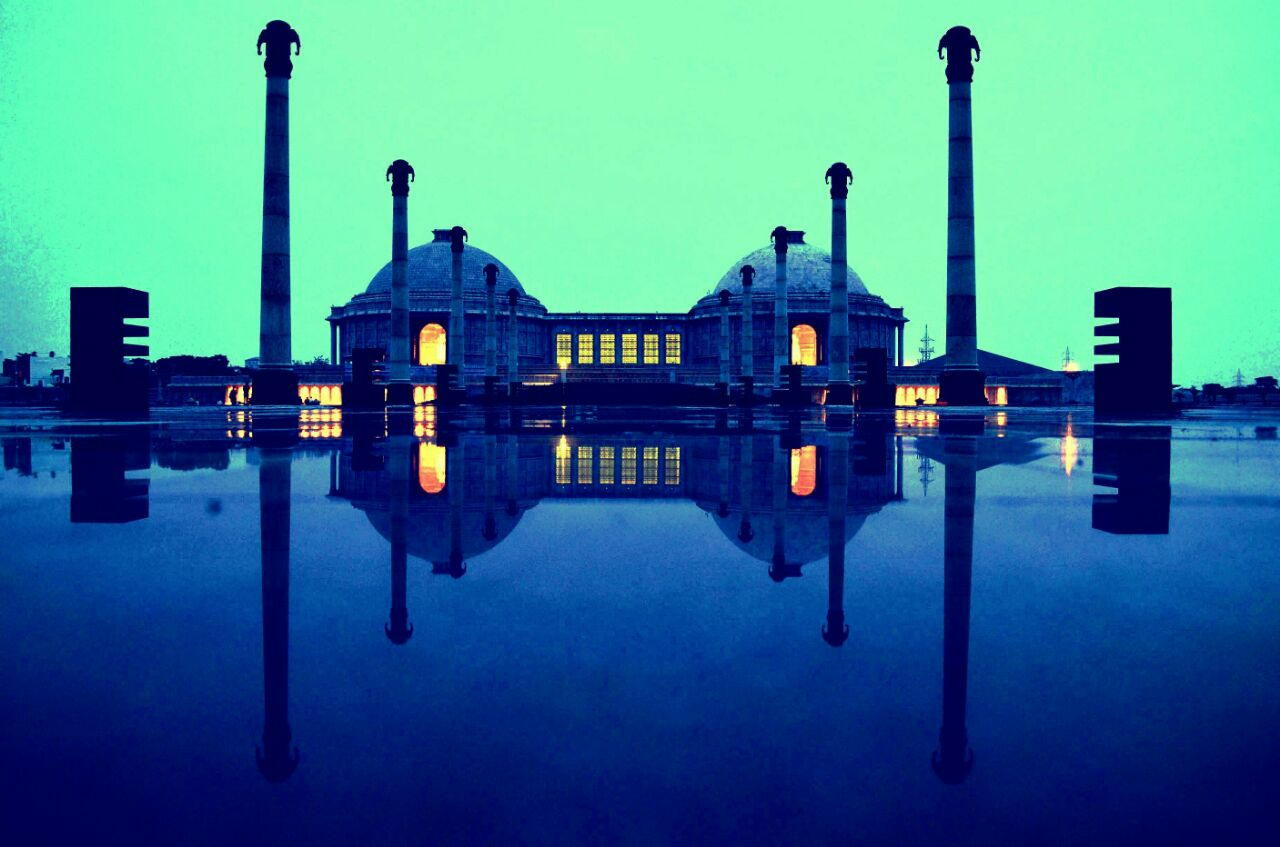
Parque Ambedkar

## Clima
| Parámetros climáticos promedio de Lucknow                                | Parámetros climáticos promedio de Lucknow | Parámetros climáticos promedio de Lucknow | Parámetros climáticos promedio de Lucknow | Parámetros climáticos promedio de Lucknow | Parámetros climáticos promedio de Lucknow | Parámetros climáticos promedio de Lucknow | Parámetros climáticos promedio de Lucknow | Parámetros climáticos promedio de Lucknow | Parámetros climáticos promedio de Lucknow | Parámetros climáticos promedio de Lucknow | Parámetros climáticos promedio de Lucknow | Parámetros climáticos promedio de Lucknow | Parámetros climáticos promedio de Lucknow |
| Mes                                                                      | Ene.                                      | Feb.                                      | Mar.                                      | Abr.                                      | May.                                      | Jun.                                      | Jul.                                      | Ago.                                      | Sep.                                      | Oct.                                      | Nov.                                      | Dic.                                      | Anual                                     |
| ------------------------------------------------------------------------ | ----------------------------------------- | ----------------------------------------- | ----------------------------------------- | ----------------------------------------- | ----------------------------------------- | ----------------------------------------- | ----------------------------------------- | ----------------------------------------- | ----------------------------------------- | ----------------------------------------- | ----------------------------------------- | ----------------------------------------- | ----------------------------------------- |
| Temp. máx. abs. (°C)                                                     | 30.4                                      | 34.2                                      | 40.9                                      | 45.0                                      | 46.2                                      | 47.7                                      | 44.2                                      | 40.4                                      | 40.1                                      | 37.7                                      | 38.0                                      | 29.9                                      | 47.7                                      |
| Temp. máx. media (°C)                                                    | 22.5                                      | 25.8                                      | 32.0                                      | 38.0                                      | 40.0                                      | 38.4                                      | 33.9                                      | 33.2                                      | 33.1                                      | 32.8                                      | 29.2                                      | 24.6                                      | 32.0                                      |
| Temp. mín. media (°C)                                                    | 7.5                                       | 9.8                                       | 14.5                                      | 20.5                                      | 24.6                                      | 26.7                                      | 26.0                                      | 25.6                                      | 24.1                                      | 19.1                                      | 12.8                                      | 8.4                                       | 18.3                                      |
| Temp. mín. abs. (°C)                                                     | -1.0                                      | 0.0                                       | 5.4                                       | 10.9                                      | 17.0                                      | 19.7                                      | 21.5                                      | 22.2                                      | 17.2                                      | 10.0                                      | 3.9                                       | 0.5                                       | -1.0                                      |
| Lluvias (mm)                                                             | 20.2                                      | 16.0                                      | 10.0                                      | 5.0                                       | 18.4                                      | 122.9                                     | 269.9                                     | 255.3                                     | 211.5                                     | 40.9                                      | 7.4                                       | 12.6                                      | 990.1                                     |
| Días de lluvias (≥ 1 mm)                                                 | 1.5                                       | 1.5                                       | 1.0                                       | 0.6                                       | 1.6                                       | 5.4                                       | 12.0                                      | 11.6                                      | 8.6                                       | 1.7                                       | 0.5                                       | 0.8                                       | 46.8                                      |
| Fuente: India Meteorological Department (record high and low up to 2010) |                                           |                                           |                                           |                                           |                                           |                                           |                                           |                                           |                                           |                                           |                                           |                                           |                                           |